# Jupien
Jupien est un personnage d'À la recherche du temps perdu de Marcel Proust ; il est tailleur, ou giletier. Son atelier est dans l'hôtel de Guermantes.
Le narrateur, qui le décrit comme un « homme qui n'aime que les vieux messieurs », le surprend au début de Sodome et Gomorrhe faisant l'amour avec Charlus, dont il devient par la suite le « secrétaire », puis pour le compte duquel il achète et dirige un bordel. La scène initiale est l'occasion d'une comparaison entre les sexualités humaine et végétale. Barthes laisse entendre que l'inversion qu'elle décrit pourrait être une image théorique de la création proustienne. Deleuze accorde aussi un grand rôle à ces pages dans son étude sur les niveaux de la Recherche, parue dans Proust et les Signes.
Dans Le Temps retrouvé, il s'occupe maternellement de Charlus devenu sénile. Sa nièce, Marie-Antoinette (même si la grand-mère du narrateur, et Proust lui-même, la décrivent parfois comme sa fille), couturière, est amoureuse de Morel, qui l'a séduite.

## Interprètes
- Jacques Pieiller (en) dans Le Temps retrouvé de Raoul Ruiz (1999)
- Michel Fau dans À la recherche du temps perdu de Nina Companeez (2011)